# Блюменталь, Фелиция
Фелиция Блюменталь (пол. Felicja Blumental; 28 декабря 1908, Варшава — 31 декабря 1991, Тель-Авив) — польская и бразильская пианистка.

## Биография
Родилась в семье скрипача. Начала учиться музыке в пятилетнем возрасте, в 10 лет впервые выступила с концертом. Окончила Варшавскую консерваторию, ученица Збигнева Джевецкого (фортепиано) и Кароля Шимановского (композиция), позднее совершенствовала своё исполнительское мастерство в Швейцарии под руководством Юзефа Турчиньского.

В 1935 г. вышла замуж за художника Маркуса Мицне. В 1938 г. супруги покинули Польшу, обосновавшись сперва в Люксембурге, затем в Ницце и наконец, с 1942 г., в Бразилии, где вскоре приняли бразильское гражданство. После успешного дебюта в Рио-де-Жанейро Блюменталь дала более 100 концертов в разных латиноамериканских странах. В 1954 г. семья Мицне-Блюменталь вернулась в Европу, с 1962 г. жила в Милане, с 1973 г. в Лондоне. Умерла Блюменталь во время гастролей в Израиле. Похоронена на кладбище Кирьят-Шауль в Тель-Авиве. 

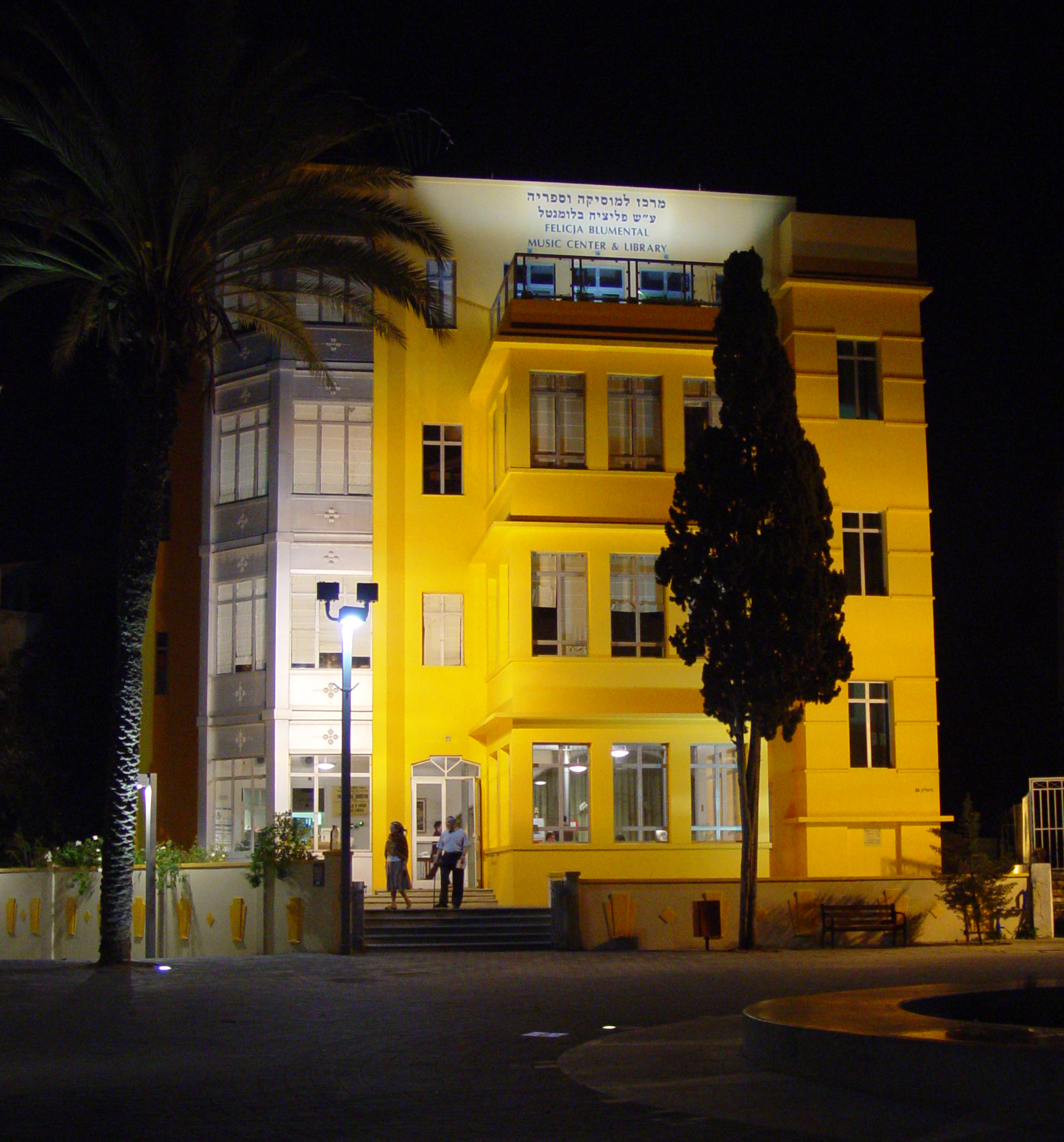
Центр музыки и библиотека Фелиции Блюменталь в Тель-Авиве

## Творчество
С юных лет центральным автором в репертуаре Блюменталь был Фридерик Шопен. В дальнейшем, однако, — отчасти под влиянием мужа, — интересы Блюменталь значительно расширились, в том числе в сторону малоизвестных и полузабытых авторов; среди записей Блюменталь, в частности, фортепианные концерты Карла Черни, Фердинанда Риса, Джона Филда, Дж. Б. Виотти (переработка Д. Штейбельта). Обретя вторую родину в Бразилии, Блюменталь пропагандировала музыку этой страны, в том числе сочинения Эйтора Вилла-Лобоса, посвятившего ей свой Пятый фортепианный концерт (Блюменталь исполнила мировую премьеру 8 мая 1956 года в Лондоне с оркестром «Филармония» под управлением Жана Мартинона). Из польских композиторов с Блюменталь сотрудничали, в частности, Витольд Лютославский, оркестровавший для неё свои Вариации на тему Паганини, и Кшиштоф Пендерецкий, посвятивший ей Партиту для клавесина с оркестром.
D 1970-е она много раз выступала со своей дочерью, бразильской сопрано Аннет Селин.
Портреты Блюменталь написали Кеес ван Донген и Цугухару Фудзита.
Имя Блюменталь носят музыкальный центр и библиотека в Тель-Авиве. В её честь в 1999 году в Тель-Авиве был учрежден ежегодный музыкальный фестиваль классической музыки.